# AE Kifisia
AE Kifisia (gr. Αθλητική Ένωση Κηφισιά) – grecki klub piłkarski, mający siedzibę w mieście Kifisia, jednej z północnych przedmieść aglomeracji Wielkie Ateny, grający od sezonu 2024/25 w rozgrywkach Superleague Ellada.

## Historia
Chronologia nazw:
- 2012: AE Kifisia (gr. Α.Ε. Κηφισιάς)

Klub piłkarski AE Kifisia został założony w Kifisii w 2012 roku, po fuzji miejscowych klubów AO Elpidoforos Kifissia i AO Kifissia, aby region miał konkurencyjny klub, który uczestniczyłby w wyższych szczeblach rozgrywek krajowych. W swoim pierwszym sezonie 2012/13 jako nowo powstały klub, zastąpił AO Elpidoforos i startował w grupie 8 Delta Ethniki (D4), gdzie ostatecznie zajął drugie miejsce i wywalczył awans do nowo utworzonej wówczas „po reorganizacji zawodowej trzeciej i amatorskiej czwartej ligi” Gamma Ethniki Katigoría (D3). W sezonach 2013/14 i 2014/15 drużyna powtórzyła zdobycie drugiego miejsca w swoich grupach trzeciej ligi, ale w kolejnych trzech sezonach plasowała się poniżej 8.miejsca. Spadek klubu ostatecznie nastąpił w sezonie 2017/18, kiedy zakończył rozgrywki na 9.miejscu grupy 4.
W sezonie 2018/19 z łatwością wywalczył mistrzostwo regionalnej EPSA Alfa Katigoría z zaledwie jedną porażką w 30 meczach i wrócił do rozgrywek na szczeblu krajowym. Sezon 2019/20 zespół zakończył na 4. miejscu 5. Grupy Gamma Ethniki, która po reorganizacji systemu lig została obniżona do czwartego szczebla. W następnym sezonie 2020/21 wygrał grupę 7 Gamma Ethniki. Warto dodać, że w tamtym sezonie ze względu na pandemię COVID-19 odbyła się jedynie pierwsza runda imprezy. Po zdobyciu pierwszego miejsca zakwalifikował się do playoff Ligi Specjalnej Promocji do nowo utworzonej wówczas Superleague Ellada 2, gdzie zwyciężył we wszystkich 4 meczach w grupie południowej, zdobywając awans do drugiego poziomu. W sezonie 2021/22 zespół został wicemistrzem w grupie południowej Superleague Ellada 2. Sezon 2022/23 zakończył na pierwszej pozycji w grupie południowej i po raz pierwszy w swojej historii zapewnił sobie miejsce w Superleague Ellada.

## Barwy klubowe, strój, herb, hymn
|  |  |

Klub ma barwy niebiesko-białe. Zawodnicy domowe spotkania zazwyczaj grają w granatowych koszulkach, granatowych spodenkach oraz granatowych getrach.

## Sukcesy

### Trofea międzynarodowe
Nie uczestniczył w rozgrywkach europejskich (stan na 31-05-2023).

### Trofea krajowe
| \| \| Zdobyte trofea w rozgrywkach Grecji (stan na: 31-05-2023) \| |                                                           |      |                   |
| Rozgrywki                                                          | Osiągnięcie                                               | Razy | Sezon(y)          |
| · Mistrzostwo                                                      | I miejsce                                                 | 0    |                   |
| · Mistrzostwo                                                      | II miejsce                                                | 0    |                   |
| · Mistrzostwo                                                      | III miejsce                                               | 0    |                   |
| · Mistrzostwo                                                      | ?.miejsce                                                 | 1    | 2023/24           |
| Puchar                                                             | zdobywca                                                  | 0    |                   |
| Puchar                                                             | finalista                                                 | 0    |                   |
| Puchar                                                             | 1/8 finału                                                | 1    | 2021/22           |
| II liga                                                            | I miejsce                                                 | 1    | 2022/23 (gr.Płd.) |
| II liga                                                            | II miejsce                                                | 1    | 2021/22 (gr.Płd.) |
| II liga                                                            | III miejsce                                               | 0    |                   |
| Grecja                                                             | Zdobyte trofea w rozgrywkach Grecji (stan na: 31-05-2023) |      |                   |

- Gamma Ethniki (D3):
  - wicemistrz (2x): 2013/14 (gr.6), 2014/15 (gr.4)

## Poszczególne sezony

### Rozgrywki międzynarodowe

#### Europejskie puchary
Nie uczestniczył w rozgrywkach europejskich.

### Rozgrywki krajowe
| \| Grecja \| Bilans występów klubu w rozgrywkach piłkarskich Grecji (Stan na 31 maja 2023 r.) \| \| |                                                                                  |        |       |   |   |   |    |    |     |            |        |        |      |
| Poziom                                                                                              | Rozgrywki                                                                        | Sezony | Mecze | Z | R | P | B+ | B– | Pkt | Lata       | Awanse | Spadki | Naj. |
| I                                                                                                   | Superleague Ellada                                                               | 1      |       |   |   |   |    |    |     | od 2023    | 0      | 0      | ?    |
| II                                                                                                  | Superleague Ellada 2                                                             | 2      |       |   |   |   |    |    |     | 2021–2023  | 1      | 0      | 1    |
| III                                                                                                 | Gamma Ethniki                                                                    | 5      |       |   |   |   |    |    |     | 2013–2017  | 1      | 1      | 2    |
| | Puchar Grecji                                                                    | 2      |       |   |   |   |    |    |     | od 2021/22 | 0      | 0      | 1/8  |
| Grecja                                                                                              | Bilans występów klubu w rozgrywkach piłkarskich Grecji (Stan na 31 maja 2023 r.) |        |       |   |   |   |    |    |     |            |        |        |      |

## Piłkarze, trenerzy, prezydenci i właściciele klubu

### Piłkarze

#### Aktualny skład zespołu
Stan na30 września 2023
| Nr | Poz. | Piłkarz                               |
| -- | ---- | ------------------------------------- |
| 1  | BR   | Ögmundur Kristinsson                  |
| 2  | OB   | Nikos Wafeas                          |
| 3  | OB   | Alberto Botía                         |
| 4  | OB   | Loïck Landre                          |
| 5  | OB   | Nikos Peios                           |
| 6  | PO   | Antonis Papasawwas                    |
| 7  | PO   | Panajotis Pricas (kapitan)            |
| 8  | PO   | Fabien Antunes                        |
| 9  | NA   | Ognjen Ožegović                       |
| 10 | NA   | Andrews Tetteh                        |
| 11 | PO   | Sotiris Ninis                         |
| 14 | PO   | Morgan Schneiderlin                   |
| 15 | OB   | Lumor Agbenyenu                       |
| 17 | PO   | Mateus Santos (wyp.z Farul Konstanca) |

| Nr | Poz. | Piłkarz                                  |
| -- | ---- | ---------------------------------------- |
| 18 | OB   | Aleksandros Parras (wyp.z AEK Ateny)     |
| 20 | OB   | Marko Gobeljić                           |
| 21 | OB   | Jannis Masuras                           |
| 22 | PO   | Ilian Iliew Jr. (wyp.z Apollon Limassol) |
| 23 | NA   | Thievy Bifouma                           |
| 28 | OB   | Wasilios Spinos                          |
| 31 | OB   | Luka Capan                               |
| 33 | NA   | Nicolás Andereggen                       |
| 42 | PO   | Jack Ipalibo                             |
| 43 | BR   | Jannis Nikopolidis                       |
| 60 | PO   | Jorgios Konstantakopulos                 |
| 73 | BR   | Theodoros Antonopulos                    |
| 77 | OB   | Manolis Sbokos                           |
| 99 | BR   | Aleksandros Anagnostopulos               |

### Trenerzy
...
- 2021–17.01.2022:  Nikos Kustas
- 20.01.2022–11.05.2022:  Dimitrios Elefteropulos
- 01.07.2022–17.06.2023:  Jorgos Petrakis
- od 27.07.2023:  Janis Anastasiu

## Struktura klubu

### Stadion
Klub piłkarski rozgrywa swoje mecze domowe na stadionie im. Michalisa Kritikopulosa w Kifisii, który może pomieścić 4.851 widzów.

## Kibice i rywalizacja z innymi klubami

### Derby
- AEK Ateny
- AO Egaleo
- Apollon Smyrnis
- GS Iliupolis
- GS Kallithea
- PAO Ruf
- Panathinaikos AO